# Laurilia
Laurilia (Burt) Pouzar (skórecznica) – rodzaj grzybów z rodziny jodłownicowatych (Bondarzewiaceae).

## Charakterystyka
Nadrzewne grzyby kortycjoidalne. Bazydiokarp wieloletni, rozpostarty lub rozpostarto-odgięty, o korkowej konsystencji. Hymenofor gładki lub grudkowaty. System strzępkowy trimityczny, strzępki generatywne ze sprzążkami, szkliste, szkieletowe od nieco szklistych do jasnobrązowych, strzępki łącznikowe mniej więcej szkliste. Metuloidy grubościenne, inkrustowane. Podstawki maczugowate z 4 sterygmami i sprzążką bazalną. Bazydiospory kuliste lub prawie kuliste, drobno kolczaste, cienkie do nieco grubościennych, szkliste, amyloidalne.
Laurilia charakteryzuje się trimitycznym układem strzępek, co jest cechą bardzo rzadką wśród grzybów kortycjoidalnych, obecnością metuloid i kolczastymi i amyloidalnymi bazydiosporami.

## Systematyka i nazewnictwo
Pozycja w klasyfikacji według Index Fungorum: Bondarzewiaceae, Russulales, Incertae sedis, Agaricomycetes, Agaricomycotina, Basidiomycota, Fungi.
Polską nazwę nadał Władysław Wojewoda w 2003 r.
Gatunki:
- Laurilia sulcata (Burt) Pouzar 1959 – skórecznica ciemnobrązowa
- Laurilia taxodii (Lentz & H.H. McKay) Pouzar 1968

Wykaz gatunków i nazwy naukowe na podstawie Index Fungorum. Nazwy polskie według Władysława Wojewody.